# In kluis
In kluis is een Vlaamse stomme film uit 1977 onder regie van Jan Gruyaert. In deze film wordt niet gesproken, wel zijn er omgevingsgeluiden, gekuch, gelach en muziek.

## Verhaal
In deze film bespioneert een doofstomme kluizenaar vanuit de ruïnes van een oud kasteel een jong stel dat een huis bouwt op een afgelegen plek aan een rivier. Hij raakt hij door hen geobsedeerd en leeft met hen mee. Hij ziet dat er regelmatig onenigheid is, onder meer over een omheining rond het huis. Ook komt er een fotograaf op bezoek bij het stel. Wanneer de kluizenaar toenadering zoekt wordt hij afgewezen, maar hij is van de jonge vrouw gaan houden. 

## Rolverdeling
| Acteur          | Personage |
| --------------- | --------- |
| Bert André      | wachter   |
| Herman Jacobs   | schilder  |
| Mirjam Nuyten   | meisje    |
| Hans Coopmans   |           |
| Mary Hehuat     | fotograaf |
| Kees Kemper     |           |
| Plona Kemper    |           |
| Mieke Verheyden |           |
| Basje Gruyaert  | kind      |
| Marcel Gruyaert | kind      |